# Толокенешть
Толокенешть (рум. Tolocăneşti) — село в Молдові у Сороцькому районі. Входить до складу комуни, адміністративним центром якої є село Тетереука-Веке.
| Молдова | Це незавершена стаття з географії Молдови. Ви можете допомогти проєкту, виправивши або дописавши її. |